# Delphyre maculosa
Delphyre maculosa är en fjärilsart som beskrevs av George Francis Hampson 1898. Delphyre maculosa ingår i släktet Delphyre och familjen björnspinnare. Inga underarter finns listade i Catalogue of Life.